# 薩托米豆丁海馬
薩托米豆丁海馬為輻鰭魚綱棘背魚目海龍魚科的其中一種，分布於西太平洋區的印尼海域，棲息深度5-20公尺，體長可達1.4公分，棲息在珊瑚礁海域，屬肉食性，以小型甲殼類為食，卵胎生。